# Inscrição de Abércio

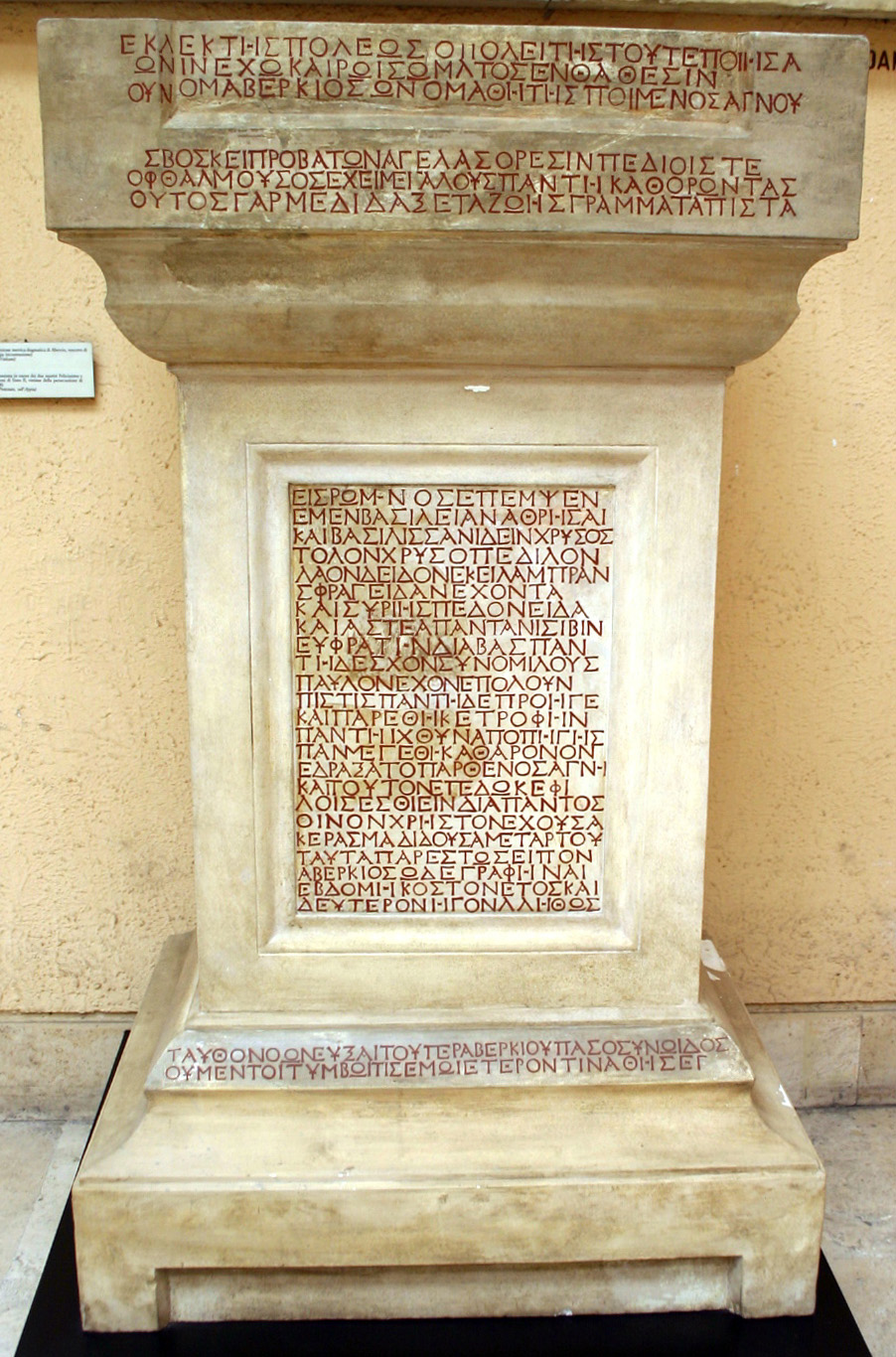
Réplica do altar (cippus) reconstruído da Inscrição de Abércio, formato de monumento funerário frígio, exposto no Museu da Civilização Romana em Roma; o original está guardado no Museu Pio Cristão, em Roma.

A Inscrição de Abércio ou Epitáfio de Abércio, que data do último quartel do século II (170 - 200), é alegadamente a mais antiga epígrafe cristã datada, que fornece características sobre o ambiente e pensamento do século II.

## Descoberta
Diversas cópias da chamada Vida de Abércio (Vita Abercii) circularam nos séculos IV e V, havendo restantes cerca de 50 manuscritos conhecidos, que registravam a inscrição quase todos em grego (havendo ainda traduções em latim, russo e armênio). Conta-se que ele era bispo cristão de Hierápolis, sendo narrada, além da transcrição de seu epitáfio, a sua vida, e situada sua história por volta de 190/195 EC. Como não havia nenhuma fonte original dessa época, a hagiografia tendo sido escrita séculos depois, além de que o bispo de Hierápolis registrado por Eusébio na época não se chamava Abércio, mas Cláudio Apolinário, e a geografia da narrativa não condizia com a da cidade, supunha-se que era uma invenção pseudepígrafa.
A antiga Hierápolis era considerada então o sítio próximo a Pamukkale, mas William M. Ramsay considerou que havia ao norte da Frígia outra Hierápolis (Gerápole ou Gerópolis), da Pentápole Frígia, próxima a Koçhisar. Em 1882, lá ele descobriu uma inscrição grega inserida em um pilar colocado em frente à mesquita da hoje Kelendres (Karadirak). A inscrição fazia parte do altar sepulcral de um certo Alexandre, filho de Antônio, e reproduzia o início e o fim do epitáfio atribuído ao bispo. No ano seguinte, 1883, após ter conhecimento da Vita Abercii e localizando a descrição das fontes termais da cidade, o próprio Ramsay encontrou perto de uma casa de banho público um mármore branco contendo dois fragmentos da verdadeira epígrafe de Abércio e que fora usado como pedra tumular, pois havia nele um entalhe de láurea com laço, um motivo comum de marca lapidária; os restos indicam que a pedra era quadrada (bomós), seguindo a forma de altar greco-romana dos monumentos funerários frígios. A inscrição foi assim tida como confirmada.
A inscrição de Alexandre continha "o ano 300" do período romano, ou seja, 216 EC, o que confere uma datação máxima da chamada inscrição de Abércio original; entre aqueles que a defendem, supõe-se que Alexandre teria ficado impressionado com a epígrafe de Abércio na cidade, a ponto de imitar sua introdução e desfecho. Destaca-se a diferença do final da introdução, em que se consta "pelo nome de Alexandre, discípulo de Antônio, o santo pastor": "santo pastor" é associado a uma pessoa, não a forma impessoal na inscrição da Vita Abercii.
A descoberta foi doada ao Papa Leão XIII em 1892, por ocasião de seu jubileu, e foi conservada na Galeria Lapidária do Museu de Latrão em Roma até 1963; hoje ela é encontrada no Museu Pio Cristão, enquanto a inscrição de Alexandre é encontrada nos Museus Arqueológicos de Istambul.

## Inscrição
A inscrição é preservada por cerca de um terço, mas foi originalmente gravada em três registros, em um total de 22 linhas. Foi possível reconstruir quase completamente unindo-se a epígrafe de Alexandre (para os versos 1-3 e 20-22) e os numerosos códices manuscritos que transmitiram uma vida grega de Abércio.
Na inscrição, Avércio conta que teria comissionado ainda em vida aos 72 anos o seu monumento tumular. A epígrafe está escrita no grego em forma poética, com presença de métrica e aliterações.
A seguir a tradução e reconstituição do texto da inscrição segundo Laurence Kant; em negrito, os trechos que se encontram nos fragmentos considerados originais do altar de Abércio:
|  | 1. Como cidadão de uma cidade favorita, mandei ser feito este monumento 2. enquanto vivo para que eu tenha um lugar proeminente para meu corpo. 3. Meu nome é Avércio, um discípulo de um santo pastor, 4. que apascenta rebanhos de ovelhas em montanhas e planícies, 5. (e) que possui olhos enormes, que ele baixa sobre toda parte. 6. Pois ele me ensinou escritos fiéis [...], 7. ele que me enviou a Roma para contemplar um reino 8. e para ver uma rainha de manto dourado e dourada sandália. 9. Lá eu vi um povo que tinha um selo radiante, 10. e eu vi o solo da Síria e muitas cidades, incluindo Nísibis, 11. depois de cruzar o Eufrates. Em todos os lugares eu tinha irmãos 12. enquanto eu tinha Paulo em minha carruagem. A fé me levou a todos os lugares 13. e em todos os lugares servia um peixe de uma fonte como alimento, 14. (um peixe) que era enorme e puro, (e) que uma virgem sagrada agarrou. 15. E ela concedeu-o entre amigos para que comessem por todo sempre. 16. como eles tinham vinho excelente e como eles o davam em sua forma misturada com pão. 17. Enquanto presente eu, Avércio, disse que estas (palavras) deveriam ser escritas aqui, 18. quando eu estava de fato em meu septuagésimo-segundo ano. 19. Que todos que entendem essas (palavras) e que estão em uníssono (com elas), orem em seu nome. 20. Em absoluto não deixe ninguém colocar outra pessoa no meu túmulo. 21. Se alguém fizer isso, ele ou ela irá pagar duas mil moedas de ouro para o tesouro romano 22. e mil moedas de ouro para minha eminente cidade de origem, Hierápolis |
|  | |

## Interpretação
Abércio usa uma linguagem enigmática e se refere a usos típicos de sua época; as figuras em estilo greco-romano comportam várias camadas interpretativas e permitem convergência de simbologia com significados assimiláveis de diferentes maneiras pelas várias culturas da época. Por exemplo, "pastor puro" pode identificar provavelmente a Cristo, mas a outros Átis, Adônis e Dioniso, ou a pastores pagãos de rituais de sacrifício.
Aqui está uma interpretação cristã da epígrafe, que considera um conteúdo eucarístico:
- Verso 1, a "cidade escolhida" poderia aludir tanto a Hierápolis quanto à Jerusalém celestial, da qual Abércio é cidadão enquanto cristão;
- Nos versos 3-6 ele se considera discípulo do Bom Pastor (também ecoa uma famosa passagem do Evangelho de João), considerado Cristo;
- Os versos 7-9 descrevem a sua viagem a Roma, onde encontrou o centro da Igreja, manifestada como uma rainha vestida de ouro e um povo, ou seja, a comunidade cristã, portando um esplêndido selo "batismal" da fé cristã;
- Os versos 10-11 descrevem as viagens feitas para o Síria e a Mesopotâmia, provavelmente para fins espirituais;
- Verso 12, o apóstolo Paulo é o companheiro espiritual de Abércio;
- Versos 12-16 conteriam algumas metáforas para indicar a Eucaristia: A fé o guiou em todos os lugares e deu-lhe o Peixe Místico como alimento - no qual a imagem de Cristo no acróstico Ichthys (Iēsoûs Christós Theoû Hyiós Sōtḗr, Jesus Cristo Filho de Deus Salvador), concebido pela casta Virgem (Maria) - na forma de vinho e pão;
- Versículos 17-19 Abércio afirma ter supervisionado pessoalmente a epígrafe e convida os fiéis a orar por ele;
- Os versos 20-22, de acordo com uma forma costumeira na epigrafia pagã, ordena que uma pena pecuniária seja paga ao tesouro de Roma e Hierápolis em caso de violação do túmulo, uma multa de 3.000 moedas de ouro, correspondente a mais de 42 libras de ouro.

A epígrafe serviria, nessa linha de interpretação, como seu testamento espiritual, em que ele resume sua experiência de fé cristã por meio de metáforas e expressões simbólicas. Os católicos passaram a defender sua existência histórica e alguns o identificaram a um Avírcio Marcelo (Avircius Marcellus) que tinha atividade na Frígia, citado por Eusébio em sua História Eclesiástica.
Uma hipótese é de que a Vida de Abércio teria sido criada para explicar a característica incomum dessa tumba associada a um bispo cristão. Ramsay considera que Abércio teria tido influência notável conforme a importância de seu registro em ritos eclesiásticos e pela preservação de seu nome em indivíduos locais: o bispo de Hierápolis em 451 assina como "Aberkios" no Concílio de Calcedônia; ele também registrou a existência de túmulos próximos de um diácono do século III chamado "Abirkios", filho de Porfírio, junto a sua esposa; e de Aurélio Doroteu (Aurelius Dorotheos), filho de Abirkios, datando de entre 330 e 350.
Há outros que viram na inscrição elementos de paganismo ou sincretismo, e houve debate se o autor era pagão ou cristão. Acadêmicos protestantes contestaram-na pela influência que a descoberta conferia à Igreja romana: em 1894, Gerhard Ficker, apoiado por Otto Hirschfeld, afirmou que o autor seria um sacerdote de Cibele e Átis, que viajara a Roma levando uma pedra sagrada da deusa. Em 1895, Adolf von Harnack propôs que o autor faria parte de um sincretismo pagão-cristão e alegou ter traçado a figura da "rainha de sandália dourada" à mitologia gnóstica. Para Albrecht Dieterich, em 1896, o autor era um sacerdote de Átis e o motivo teria sido de visita ao casamento de Elagábalo como um delegado frígio.
Foi sugerida também a presença ainda de um estrato do judaísmo, devido às palavras "grande" e "puro" ligadas ao peixe, que são adjetivos associados ao Leviatã na terminologia rabínica, e ao registro de tradições do banquete messiânico, em que comer-se-ia a carne do Leviatã na era da vinda do Messias; isso poderia ter sido uma influência da simbolização do Cristo como Ichthys ("o Peixe").
Markus Vinzent, por evidência epigráfica, considera que a inscrição teria sido criada pelo autor da Vita Abercii, que combinou as inscrições dos dois monumentos diferentes próximos de Hierópolis, o de Alexandre e o outro de autor anônimo, e que Abércio seria um nome fictício. A inscrição dos fragmentos tumulares encontrados forma uma caixa quadrada e eles não forneceriam espaço para o texto considerado completo (a partir da descrição do vinho), além de as diferenças entre termos e temas ter sido ignorada pelos interesses da historiografia em defender a historicidade da alegada inscrição. Ele defende que a narrativa servia para coordenar o papel tradicional do bispado na região e como uma hagiografia de função apostolizante.